# گو کیونگ پیو
گو کیونگ پیو (کره‌ای: 고경표؛ زادهٔ ۱۱ ژوئن ۱۹۹۰) بازیگر و کمدین اهل کره جنوبی است. او به خاطر نقش خود در مجموعه تلویزیونی پاسخ به ۱۹۸۸ (۲۰۱۵–۲۰۱۶) شناخته شد و بعد از آن در حسادت آشکار (۲۰۱۶) و ماشین تحریر شیکاگو (۲۰۱۷) ایفای نقش کرده‌است. او اولین نقش اصلی خود را در مجموعه تلویزیونی شبکهٔ کی‌بی‌اس۲، به نام قوی‌ترین پیک بازی کرده‌است.

## حرفه

### ۲۰۱۰–۲۰۱۴: آغاز و اس‌ان‌ال کره
گو کیونگ پیو فعالیت خود را در سال ۲۰۱۰ شروع کرد و به عنوان عضو ثابت برای سه فصل اول برنامهٔ کمدی زندهٔ ساتردی نایت لایو کره شناخته شد. از آن زمان به بعد، او در کمدی موقعیت استندبای (۲۰۱۲) و درام‌های گل‌پسر همسایه (۲۰۱۳) و موسیقی فردا (۲۰۱۴) حضور پیدا کرده‌است.

### ۲۰۱۵–اکنون: افزایش محبوبیت و نقش‌های اصلی
گو کیونگ پیو با ایفای نقش در پاسخ به ۱۹۸۸ (۲۰۱۵) و حسادت آشکار (۲۰۱۶) به رسمیت شناخته شد. او «جایزه ستاره جدید» در مراسم جوایز درامای اس‌بی‌اس ۲۰۱۶ برای عملکرد بازیگری اش دریافت کرد.
در سال ۲۰۱۷، او در درام فانتزی تی‌وی‌ان به نام ماشین تحریر شیکاگو در کنار یو آه-این و ایم سو-جونگ بازی کرد. در همان سال او اولین نقش اصلی خود را در مجموعه تلویزیونی کی‌بی‌اس، قوی‌ترین پیک در کنار چه سو-بین انجام داد. او سپس در درام پزشکی دلهره آور صلیب (۲۰۱۸) بازی کرد.
بعد از دوسال وقفه، گو کیونگ پیو در سال ۲۰۲۰ در درام جی‌تی‌بی‌سی به نام زندگی خصوصی در نقش یک شیاد ایفای نقش کرد.
در سال ۲۰۲۱، او به فیلم کمدی ۶/۴۵ همراه با لی یی کیونگ، پارک سه-وان، اوم مون سوک پیوست. بعداً او در درام هم‌اتاقی من یک گومیهو است حضور ویژه داشت. او سپس به فیلم نتفلیکس حس و حال سئول همراه با یو آه-این، لی کیو-هیونگ، مون سو ری و دیگران پیوست که در سال ۲۰۲۲ پخش شد.

## زندگی شخصی

### خدمت سربازی اجباری
گو کیونگ پیو برای خدمت سربازی اجباری خود در ۲۱ مه ۲۰۱۸ ثبت نام کرد. او در ۱۵ ژانویه ۲۰۲۰ مرخص شد.

## فیلم‌شناسی

### فیلم

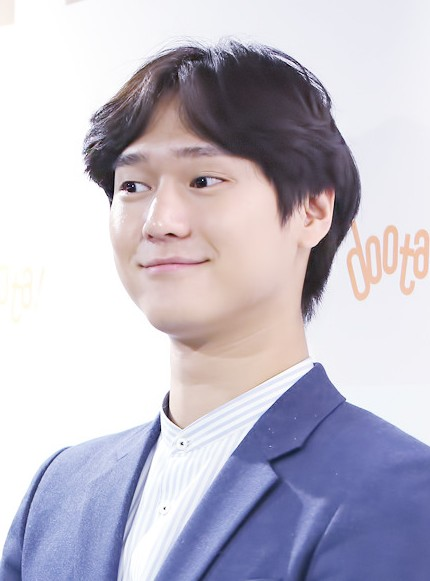
در فوریه ۲۰۱۶

| سال  | عنوان                     | نقش                  | توضیحات           | منابع         |
| ---- | ------------------------- | -------------------- | ----------------- | ------------- |
| ۲۰۱۱ | جنگل ماهی ۲               | بونگ ایل ته          |                   |               |
| ۲۰۱۲ | سفر فارغ‌التحصیلی          |                      | فیلم کوتاه        | [ ۲۵ ]        |
| ۲۰۱۲ | یک میلیونر در حال بدو بدو | هیونگ چول            |                   |               |
| ۲۰۱۳ | داستان مرد و زن           |                      | فیلم کوتاه        |               |
| ۲۰۱۳ | داستان‌های ترسناک ۲        | گو بیونگ شین         | قسمت: «فرار»      | [ ۲۶ ]        |
| ۲۰۱۳ | باورم کن                  | یون سونگ             |                   | [ ۲۷ ]        |
| ۲۰۱۴ | یک شب تابستانی            | جون کی               | فیلم کوتاه        | [ ۲۸ ]        |
| ۲۰۱۴ | مردی با کفش پاشنه بلند    | جین-وو               |                   | [ ۲۹ ]        |
| ۲۰۱۴ | دریاسالار: امواج خروشان   | اوه دوک یی           |                   | [ ۳۰ ]        |
| ۲۰۱۵ | کاسا آمور: ویژهٔ بانوان    | پیو کیونگ سو         | حضور افتخاری      | [ ۳۱ ]        |
| ۲۰۱۵ | دختر کمد قفلی             | چی دو                |                   | [ ۳۲ ]        |
| ۲۰۱۵ | خیانتکار                  | شاهزاده بزرگ جین‌سونگ |                   | [ ۳۳ ]        |
| ۲۰۱۸ | هفت سال شب                | سو وون               |                   | [ ۳۴ ]        |
| ۲۰۲۲ | اوراکایی هاروکی           | یو ریوم              | فیلم کوتاه تیوینگ | [ ۳۵ ]        |
| ۲۰۲۲ | تصمیم جدایی               | سو وان               |                   | [ ۳۶ ]        |
| ۲۰۲۲ | ۶/۴۵                      | چون وو               |                   | [ ۱۷ ] [ ۳۷ ] |
| ۲۰۲۲ | حس و حال سئول             | دی‌جی وو سام          | فیلم نتفلیکس      | [ ۱۹ ]        |

### مجموعه تلویزیونی

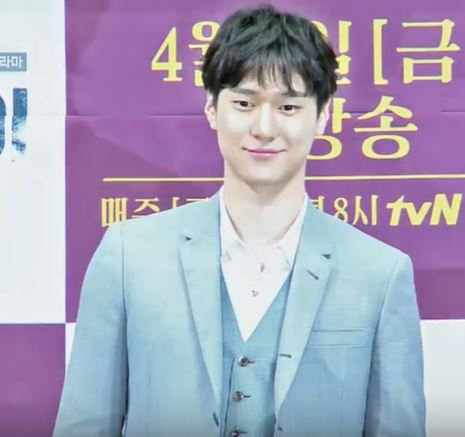
در ژوئن ۲۰۱۷

| سال       | عنوان                     | شبکه       | نقش           | توضیحات                                | منابع         |
| --------- | ------------------------- | ---------- | ------------- | -------------------------------------- | ------------- |
| ۲۰۱۰      | جنگل ماهی ۲               | کی‌بی‌اس۲    | بونگ ایل ته   |                                        | [ ۳۸ ]        |
| ۲۰۱۱      | من به عشق اعتقاد دارم     | کی‌بی‌اس۲    | کوان پیل یونگ |                                        | [ ۳۹ ]        |
| ۲۰۱۲      | پیشنهاد تأثیر گذار        | تی‌وی چوسان | سونگ چان ووک  |                                        | [ ۴۰ ]        |
| ۲۰۱۲      | استندبای                  | ام‌بی‌سی     | کیم کیونگ پیو |                                        |               |
| ۲۰۱۲      | امتحان الهی - فصل ۳       | اوسی‌ان     | سو این گاک    | حضور افتخاری (قسمت‌های ۱۰–۱۲)           | [ ۴۱ ]        |
| ۲۰۱۳      | گل‌پسر همسایه              | تی‌وی‌ان     | اوه دونگ هون  |                                        |               |
| ۲۰۱۳      | ستاره سیب‌زمینی ۲۰۱۳کیوآر۳ | تی‌وی‌ان     | نو مین هیوک   |                                        | [ ۴۲ ]        |
| ۲۰۱۴      | موسیقی فردا               | کی‌بی‌اس۲    | یو ایل راک    |                                        |               |
| ۲۰۱۵      | گرم و دنج                 | ام‌بی‌سی     | جونگ مین      | حضور افتخاری (قسمت‌های ۱–۲)             | [ ۴۳ ]        |
| ۲۰۱۵–۲۰۱۶ | پاسخ به ۱۹۸۸              | تی‌وی‌ان     | سونگ سون وو   |                                        |               |
| ۲۰۱۶      | حسادت آشکار               | اس‌بی‌اس     | گو جونگ وون   |                                        |               |
| ۲۰۱۷      | ماشین تحریر شیکاگو        | تی‌وی‌ان     | یو جین اوه    |                                        |               |
| ۲۰۱۷      | قوی‌ترین پیک               | کی‌بی‌اس۲    | چوی کانگ سو   |                                        |               |
| ۲۰۱۷      | بهترین لحظه برای ترک شغل  | وب دراما   | لی مین وو     | حضور افتخاری                           | [ ۴۴ ]        |
| ۲۰۱۸      | صلیب                      | تی‌وی‌ان     | کانگ این گیو  |                                        |               |
| ۲۰۲۰      | زندگی خصوصی               | جی‌تی‌بی‌سی   | لی جونگ هوان  |                                        |               |
| ۲۰۲۱      | هم‌اتاقی من یک گومیهو است  | تی‌وی‌ان     | سان‌شین        | حضور افتخاری (قسمت‌های ۷، ۱۰–۱۱، ۱۳–۱۴) | [ ۱۸ ] [ ۴۵ ] |
| ۲۰۲۱      | دی.پی.                    | نتفلیکس    |               | حضور افتخاری                           | [ ۴۶ ]        |
| ۲۰۲۲      | عشق قراردادی              | تی‌وی‌ان     | جونگ جی هو    |                                        | [ ۴۷ ]        |

### برنامه تلویزیونی

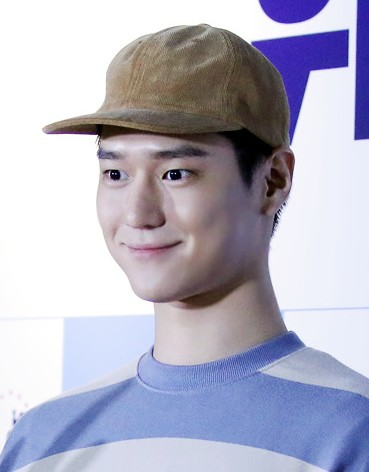
در آوریل ۲۰۱۶

| سال       | عنوان                      | شبکه   | نقش      | توضیحات    | منابع  |
| --------- | -------------------------- | ------ | -------- | ---------- | ------ |
| ۲۰۱۱–۲۰۱۲ | اس‌ان‌ال کره                 | تی‌وی‌ان | عضو ثابت | فصل‌های ۱–۳ |        |
| ۲۰۱۶      | جوانان فراتر از گل: آفریقا | تی‌وی‌ان | عضو ثابت |            | [ ۴۸ ] |

## ترانه‌شناسی

### ساندترک
| عنوان                                                                | سال  | آلبوم                       |
| -------------------------------------------------------------------- | ---- | --------------------------- |
| «به خاطر تو بیدار می‌شوم» (I Wake Up Because of You) همراه کیم سول-گی | ۲۰۱۳ | آهنگ از اواس‌تی گل‌پسر همسایه |
| «لالالا» (Lalala)                                                    | ۲۰۱۷ | آهنگ از اواس‌تی قوی‌ترین پیک  |

## جوایز و نامزدی‌ها
| مراسم جوایز           | سال  | دسته                                            | نامزد / اثر                         | نتیجه    | منابع  |
| --------------------- | ---- | ----------------------------------------------- | ----------------------------------- | -------- | ------ |
| جوایز هنری بکسانگ     | ۲۰۱۶ | بهترین بازیگر تازه‌کار مرد – فیلم                | دختر کمد قفلی                       | نامزدشده |        |
| جوایز فیلم اژدهای آبی | ۲۰۱۳ | بهترین بازیگر تازه‌کار مرد                       | داستان‌های ترسناک ۲                  | نامزدشده |        |
| جوایز درامای کی‌بی‌اس   | ۲۰۱۷ | جایزه بازیگر برتر در یک مینی‌سریال               | قوی‌ترین پیک                         | نامزدشده |        |
| جوایز درامای اس‌بی‌اس   | ۲۰۱۶ | جایزه برترین بازیگر مرد در یک درام کمدی-رمانتیک | حسادت آشکار                         | نامزدشده |        |
| جوایز درامای اس‌بی‌اس   | ۲۰۱۶ | جایزه ستاره جدید                                | حسادت آشکار                         | برنده    | [ ۱۱ ] |
| جوایز سئول            | ۲۰۱۷ | بهترین بازیگر نقش مکمل مرد (درام)               | ماشین تحریر شیکاگو                  | نامزدشده | [ ۵۲ ] |
| جوایز تی‌وی‌ان۱۰        | ۲۰۱۶ | جایزه دو ستاره                                  | پاسخ به ۱۹۸۸ و ساتردی نایت لایو کره | نامزدشده |        |